# Tonino Cervi
Pour les articles homonymes, voir Cervi (homonymie).
Antonio Cervi, dit Tonino Cervi, né le 15 juin 1929 à Rome et mort le 1er avril 2002  à Sienne, est un réalisateur, scénariste et producteur de cinéma italien.
Il est le fils de l'acteur Gino Cervi et le père de l'actrice Valentina Cervi.

## Filmographie

### Comme réalisateur
- 1968 : Cinq Gâchettes d'or (Oggi a me domani a te)
- 1970 : Les Sorcières du bord du lac (Il delitto del diavolo)
- 1974 : La nottata
- 1976 : Chi dice donna, dice donna
- 1977 : Mœurs cachées de la bourgeoisie (Ritratto di borghesia in nero)
- 1979 : Le Malade imaginaire (Il malato immaginario)
- 1982 : Il turno
- 1984 : Sole nudo
- 1990 : L'Avare (L'avaro)
- 1995 : Butterfly (feuilleton télévisé)
- 2003 : Il quaderno della spesa

### Producteur
- 1954 : La peccatrice dell'isola de Sergio Corbucci et Sergio Grieco
- 1955 : La Meilleure Part d'Yves Allégret
- 1957 : Tu es mon fils (La finestra sul Luna Park) de Luigi Comencini
- 1957 : Guet-apens à Tanger (Agguato a Tangeri) de Riccardo Freda
- 1959 : I ragazzi dei parioli de Sergio Corbucci
- 1959 : Les Garçons (La notte brava) de Mauro Bolognini
- 1960 : L'impiegato de Gianni Puccini
- 1960 : La Longue Nuit de 43 (La lunga notte del '43) de Florestano Vancini
- 1961 : Romulus et Rémus (Romolo e Remo) de Sergio Corbucci
- 1962 : Boccace 70 (Boccaccio '70)
- 1962 : Les Recrues (La commare secca) de Bernardo Bertolucci
- 1962 : Mafioso d'Alberto Lattuada
- 1963 : I quattro tassisti de Giorgio Bianchi
- 1964 : Le Désert rouge (Il deserto rosso) de Michelangelo Antonioni
- 1966 : Maigret à Pigalle de Mario Landi avec Gino Cervi (son père)
- 1968 : Le Sexe, vous connaissez ? (Scusi, lei conosce il sesso?) de Vittorio De Sisti
- 1973 : Les Religieuses du Saint-Archange (Le monache di Sant'Arcangelo) de Domenico Paolella
- 1973 : Une histoire du XVIIe siècle (Storia di una monaca di clausura) de Domenico Paolella
- 1974 : Appassionata de Gianluigi Calderone
- 1976 : Chi dice donna dice donna de Tonino Cervi
- 1988 : Il nido del ragno de Gianfranco Giagni (it)
- 1990 : L'avaro de Tonino Cervi
- 1998 : Provincia segreta (TV) de Francesco Massaro
- 2000 : Provincia segreta 2 (TV) de Francesco Massaro
- 2003 : Il quaderno della spesa de Tonino Cervi